# Raisins
«Raisins» (en español «Pasitas») es el decimocuarto episodio de la séptima temporada de la serie animada estadounidense South Park, y el episodio número 110 de la serie en general. Se emitió por primera vez en Comedy Central en Estados Unidos el 10 de diciembre de 2003. En el episodio, Wendy rompe con Stan, lo que lo lleva a una profunda depresión. Los chicos, para intentar que se sienta mejor, lo llevan a Raisins, una parodia de la cadena de restaurantes estadounidense Hooters. Mientras tanto, Butters se enamora perdidamente de una camarera de Raisins.
El episodio fue escrito por el cocreador de la serie, Trey Parker. Aunque él y el equipo de guionistas ya tenían el concepto de Raisins, les llevó varios días desarrollar completamente su historia. No pudieron empezar a trabajar en el episodio hasta seis días antes de su emisión. Parker y el cocreador Matt Stone basaron la ruptura de Stan en sus recuerdos de las «relaciones» de la escuela primaria, y el uso de música con licencia en el episodio también es representativo de su crianza. «Raisins» es el primer episodio que incluye a los chicos góticos, personajes secundarios dentro del universo de la serie. Stan y Wendy se reconciliarían cuatro temporadas después en «La lista».
El episodio recibió críticas positivas de los críticos de televisión. «Raisins» fue lanzado en DVD junto con el resto de la séptima temporada en 2006.

## Trama
Los chicos están jugando fútbol en el recreo cuando Bebe le dice de forma repentina a Stan que su novia Wendy ha decidido romper con él. Stan le dice a Bebe que no ha hablado con Wendy en semanas y también le pregunta si ha hecho algo malo (técnicamente respondiéndose a sí mismo), a lo que Bebe responde que Wendy ya no quiere estar con él, para gran sorpresa de Stan. Los amigos de Stan no se inmutan y se burlan de Bebe, pero Stan cae en una profunda depresión y decide no jugar al fútbol con ellos.
Sus amigos lo llevan al restaurante Raisins, donde todas las empleadas son jóvenes preadolescentes con maquillaje pesado y todos tienen nombres de marcas de automóviles de lujo, con la esperanza de animarlo. Más tarde, Stan le pide ayuda a Bebe para recuperar a Wendy. Bebe le dice a Stan que ponga una canción de Peter Gabriel a todo volumen afuera de su casa. Sin embargo, al hacer esto, descubre que Wendy ha comenzado una relación con Token. Nada cambiará la suerte de Stan, y por sugerencia de Kyle, cuando Stan se niega a asistir a la clase de educación física, decide socializar con el grupo de niños góticos de la Escuela Primaria de South Park. Comienza a usar ropa oscura, a consumir grandes cantidades de café y a profundizar más en su tristeza.
Mientras tanto, Butters se enamora de Lexus, una camarera de Raisins, sin darse cuenta de la insinceridad de su interés en él. Se obsesiona con ella y empieza a gastar todo el dinero de sus padres en el restaurante. Los padres de Butters, encantados de que su hijo no se haya declarado gay, deciden acompañarlo a conocer a su «novia», pero descubren que lo ha estado utilizado para ganar dinero. Aunque se lo explican, Butters reprende a sus padres. Les revela que planea mudarse con Lexus, quien le dice sin rodeos que nunca fue su novia. Butters se deprime, y los chicos góticos lo invitan a unirse a su grupo. Él se niega, señalando que, aunque está disgustado, le alegra poder sentir tristeza, ya que lo hace sentir más vivo. Stan adopta el punto de vista de Butters y sale de su propia depresión. Al día siguiente, se reúne con sus amigos para jugar al fútbol y le dice a Kyle que abordará sus futuros problemas «de la manera correcta»: insultando a su ex y a su actual novio.

## Producción

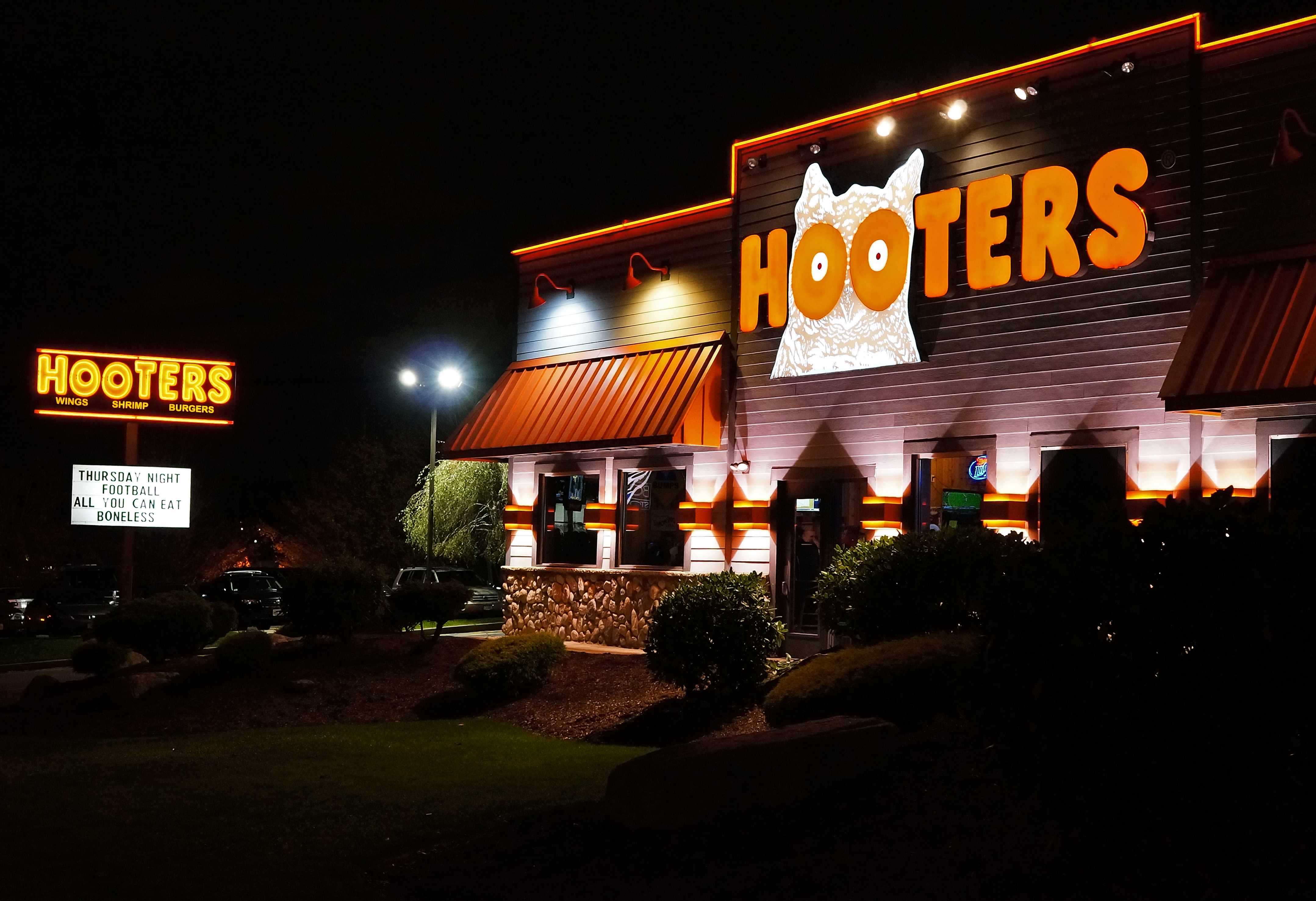
El episodio parodia de forma destacada a la cadena de restaurantes estadounidense Hooters.

«Raisins» fue escrita y dirigida por el cocreador de la serie, Trey Parker. Como muchos episodios de South Park, se produjo la semana anterior a su emisión. Los guionistas pasaron el primer día de producción, el jueves, sin ideas. Se reunieron en casa de Parker al día siguiente. Parker comentó en los comentarios del episodio que el equipo de South Park Studios empezó a ponerse nervioso, ya que se había perdido un día de trabajo de animación. Habían desarrollado la idea de Raisins —una parodia de la cadena de restaurantes Hooters, pero diseñada para chicas jóvenes—, pero no lograron crear un episodio en torno a ella. El equipo comentó que los hombres suelen visitar Hooters con amigos para animarlos después de una ruptura. Esto dio lugar a la idea de Wendy, uno de los personajes secundarios de la serie, rompiendo con el personaje principal, Stan. El cocreador Matt Stone señaló que la forma en que Stan termina en el episodio es como recordaba cómo abordaban las relaciones los niños de primaria.
El episodio presenta a varios personajes recurrentes, entre ellos las chicas de Raisins y los niños góticos. Parker escribió en el guion que el personaje de Kyle menciona casualmente a los «niños góticos» en una línea, pero decidió que sería divertido crear nuevos personajes para ellos. El concepto de los niños góticos tomando café en Benny's (una parodia de la cadena estadounidense de restaurantes Denny's) proviene de las propias experiencias de Stone. Recordó a los niños góticos de su adolescencia pasando el rato en su local Perkins, bebiendo interminables tazas de café durante horas. El momento favorito de Parker en el episodio involucra al personaje Jimmy, quien tiene un impedimiento del habla, diciéndole a Wendy que ella es una «fuente de inspiración continua» para Stan, pero tartamudeando en la primera sílaba, haciendo que se entendiera mal como «cunt». Parker recordó que los escritores pasaron tiempo intentando encontrar palabras que pudieran usar en ese escenario; Stone calificó el resultado final como «un chiste exagerado».